# Romolo Nottaris
Romolo Nottaris (Lugano, 9 luglio 1946) è un alpinista, esploratore e documentarista svizzero.

## Biografia
Romolo Nottaris è uno dei promotori dello "stile alpino" cioè un'arrampicata senza sherpa, maschera dell'ossigeno e corde fisse preinstallate. Nel 1978 fonda New Rock, una società che si occupa del commercio d'articoli di montagna. Può così finanziare le sue spedizioni e sponsorizzare alcuni alpinisti come Ueli Steck e i fratelli Anthamatten.
Nel 1978 organizza la prima spedizione ticinese all'Himalaya. Ritorna altre volte all'Himalaya, in particolare con Erhard Loretan e Jean Troillet. Oltre all'Himalaya, le Montagne rocciose, la Patagonia e l'Antartide sono le regioni dove Nottaris effettua delle spedizioni e produce dei documentari.

## Principali spedizioni[4]
- Aconcagua (6962 m), 1977[5]
- Pumori (7161 m) 1978
- Makalu (8462 m), 1981
- Gasherbrum II (8035 m), 1981
- Makalu (8462 m), 1982 con Jean Troillet (cima non raggiunta a causa della neve)
- Monte McKinley (6194 m), 1982
- Everest (8848 m), 1983 con Jean Troillet (cima non raggiunta a causa della neve)
- Makalu (8462 m), 1984
- Monte Epperly (4359 m), 1995 Antartide con Erhard Loretan[6]
- Pumori (7161 m), 2002 con Erhard Loretan
- Cerro Torre Cumbre (3128 m), 2006 Cumbre è un documentario con Erhard Loretan
- Massiccio Vinson (4892 m) Antartide
- Monte Sarmiento (2246 m) 2010

## Documentari
- Cerro Torre Cumbre (Intervista di Marco Pedrini, film di Fulvio Mariani) 1986
- Mountain bike: Aconcagua (7035 m) (film con Fulvio Mariani) 1989
- White-Out (Monte Epperly con Erhard Loretan) 1996
- La danza della foca leopardo
- Tre passi nel regno del fantastico (con Gianluigi Quarti), 2005
- La magia del continente bianco (film con Fulvio Mariani), 2013

## Scritti
- Pumori: ticinesi in Himalaya del Nepal, Agno, 1980
- Fascino dell'Himalaya: Makalu 8478 m, 1 tentativo invernale: Gasherbrum 2 8035 m, Agno, 1981 (con T. Zünd)
- Antartide: ancora una leggenda, ADV, 1993 (testo di Gianni Caverzasio, foto di Romolo Nottaris)